# Kenth Gardenkrans
Kenth Roland Gardenkrans, född 2 oktober 1955 i Gustav Adolfs församling i Helsingborg, är en svensk före detta friidrottare (diskus). Han tävlade för Mölndals AIK. Gardenkrans har vunnit svenska mästerskapen i diskus två gånger och amerikanska universitetsmästerskapen NCAA två gånger. Han deltog även vid OS 1980 i Moskva och slutade på tolfte plats i finalen. Noterade som junior två juniorvärldsrekord och placerade sig på andra plats på junior-vm bakom blivande olympiske mästaren Wolfgang Schmidt. Kenth är far till diskuskastaren Jakob Gardenkrans.
I början av 2011 blev Gardenkrans erbjudanden en tränartjänst i Qatar men uppgav att han tackade nej av moraliska skäl då det bland annat innebar träning av en dopingavstängd kastare. Gardenkrans testade själv aldrig positivt men har efter karriären erkänt att han brukade doping under den egna idrottskarriären.

### Fotnoter
1. ↑  Sveriges befolkning 2000, Version 1.03, Sveriges Släktforskarförbund: Gardenkrans, Kenth Roland
2. ↑  Hedman, Jonas (18 juni 2016). ”Svenskt juniorrekord i diskus”. friidrott.se. Arkiverad från originalet den 23 juni 2016. https://web.archive.org/web/20160623011601/http://www.friidrott.se/nyheter.aspx?id=19627. Läst 29 oktober 2017.